# Nordanö
Nordanö is een plaats in de gemeente Avesta in het landschap Dalarna en de provincie Dalarnas län in Zweden. De plaats heeft 435 inwoners (2005) en een oppervlakte van 47 hectare.

## Verkeer en vervoer
Bij de plaats lopen de Riksväg 68 en Riksväg 70.